# Nozières (Cher)
Nozières – miejscowość i gmina we Francji, w Regionie Centralnym, w departamencie Cher.
Według danych na rok 1990 gminę zamieszkiwało 228 osób, a gęstość zaludnienia wynosiła 22 osoby/km² (wśród 1842 gmin Regionu Centralnego Nozières plasuje się na 912. miejscu pod względem liczby ludności, natomiast pod względem powierzchni na miejscu 1129.).